# 建屋發展局
建屋發展局（英語：Housing and Development Board，簡稱：HDB），是新加坡国家发展部下轄的法定機構，接替改良信託局，負責建造組屋。一般認為該局是清理1960年代的佔屋和貧民窟，以及建造廉價公共房屋以安置居民的功臣。 現時，約82%新加坡人居住於該局發展的組屋

## 歷史
新加坡在1959年自治後面對房屋短缺的問題；第二次世界大战使問題更加嚴重。1947年，英國住房委員會報告指新加坡有世界上最惡劣的貧民窟，是文明社會的恥辱。一份建屋發展局的文件估計，1966年有30萬人住在佔屋，25萬人住在新加坡中區的環境惡劣的前鋪後居。1959年人民行動黨的選舉宣傳就承諾為大眾提供廉價房屋。它當選後便通過《住房发展法》，成立建屋發展局取代新加坡改良信託局。
當時的建屋发展局由林金山領導，一開始就以提供廉价房屋為首要目標，使90%的人口居住在公共房屋。建屋發展局估計，1960至1969年需要建造147,000套住房，即平均每年14,000套。不過，私人發展商當時只有能力每年建造2,500套住房。最終，在1960至1965年，建屋發展局建造了54,430套住房。1964年推出“居者有其屋”计划，鼓励人民拥有自己的组屋。在大力建设公共组屋下，該局完成了6个建房五年计划，建成 70 余万套住房。1968年，公积金可用作购买组屋。到1970年，超过50%人口住进了组屋。于2018年，超过90%新加坡家庭拥有自己的组屋 。 于2007年开始家居改进计划。